# 三大学コンソーシアム
三大学コンソーシアム（英: Tri-College Consortium、Tri-Co）とは、フィラデルフィア郊外デラウェア・バレーにある3つの私立リベラル・アーツ・カレッジ（スワースモア大学、ハバフォード大学、ブリンマー大学）の連携組織。

## 解説
このコンソーシアムにより、学生は他の大学のコースに相互登録することができる。ハバフォード大学とブリンマー大学は、特に緊密な関係にある（学生たちは口語で「Bi-Co」と呼ぶことが多い）。両校は学生新聞とラジオ局を共有し、かなり一体化した学生生活を送っている。キャンパスからキャンパスへはバスで移動する。
クエーカー・コンソーシアムは、三大学コンソーシアムとフィラデルフィアのペンシルバニア大学を結ぶもうひとつの連携組織である。

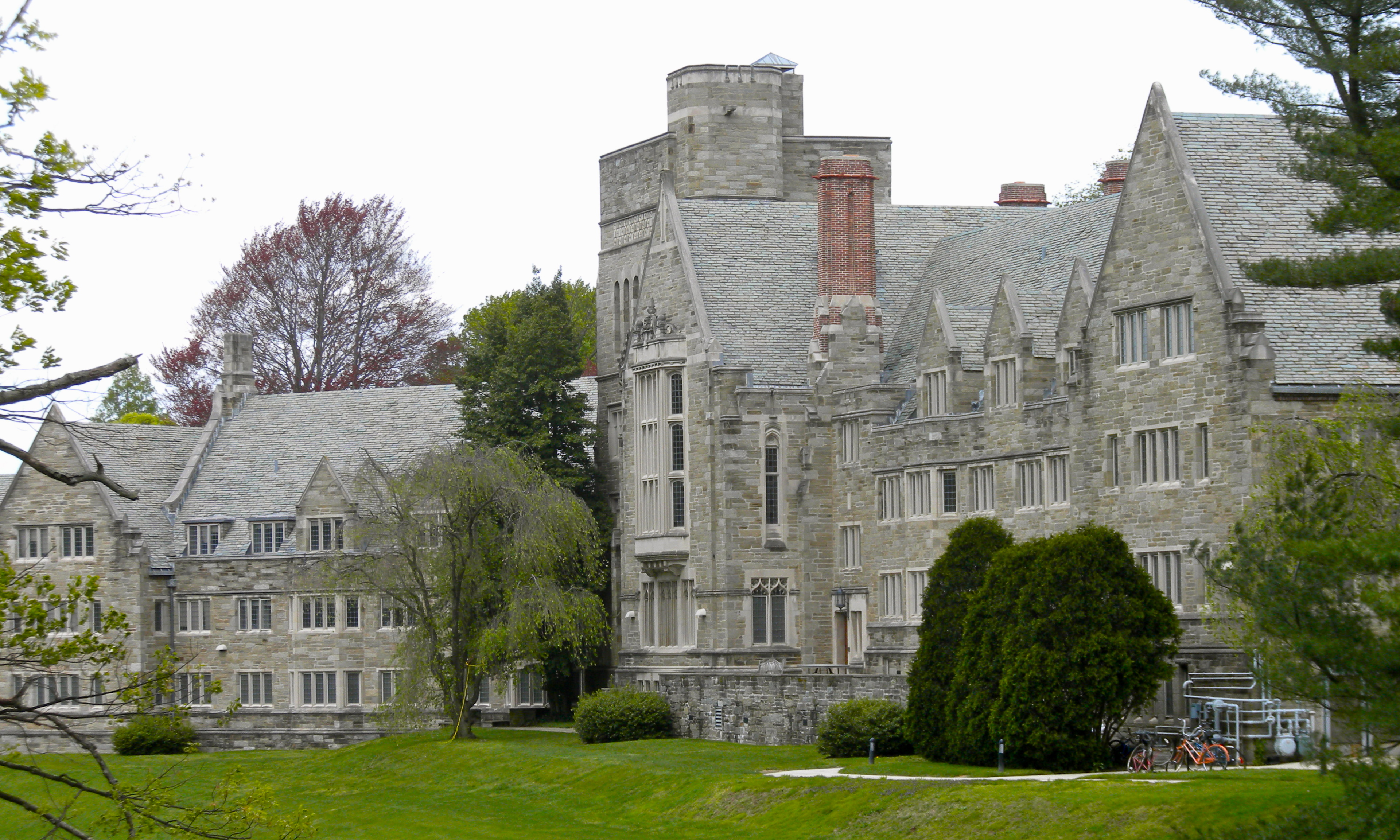
ブリンマー大学 ローズホール
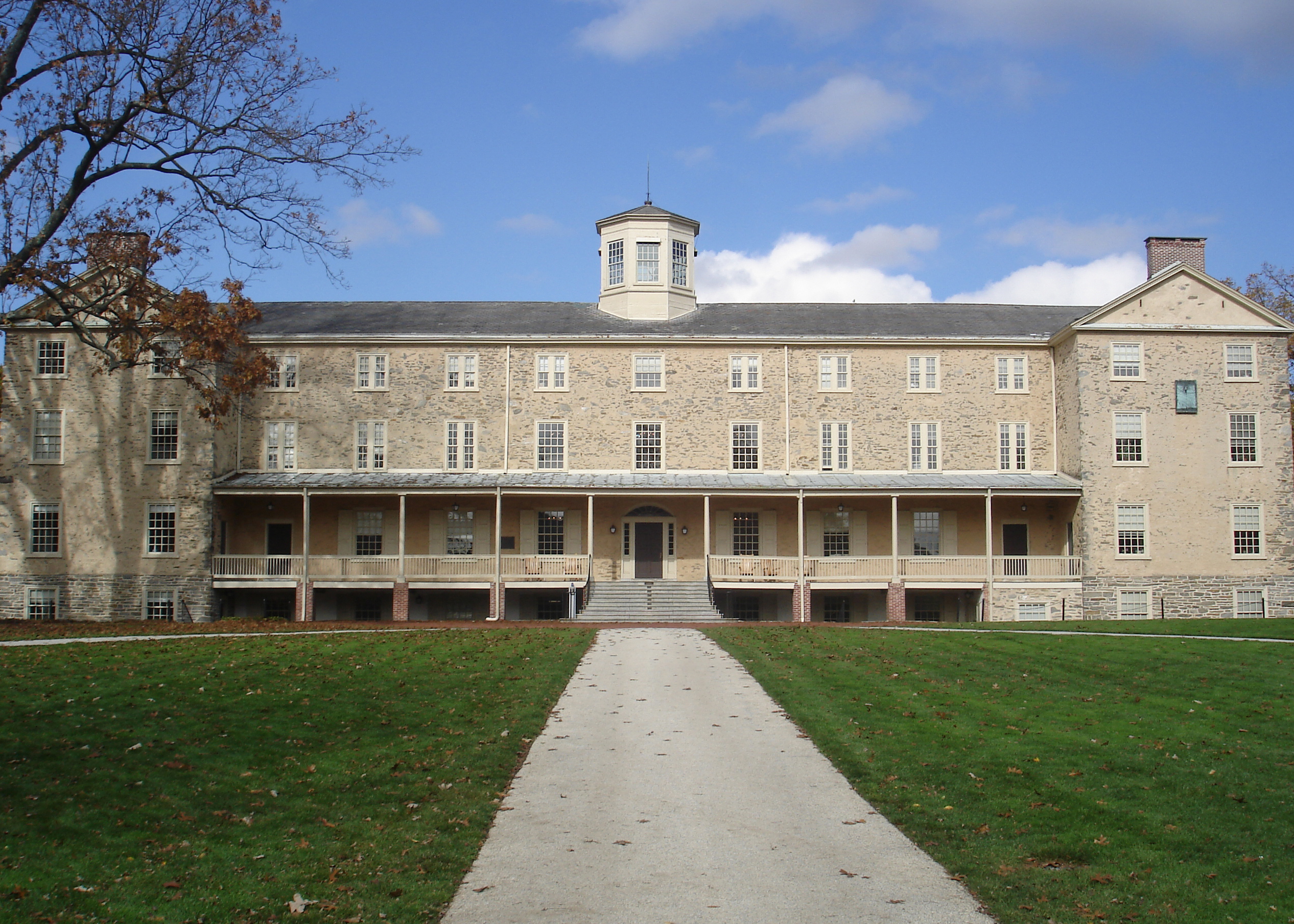
ハバフォード大学ファウンダーズホール
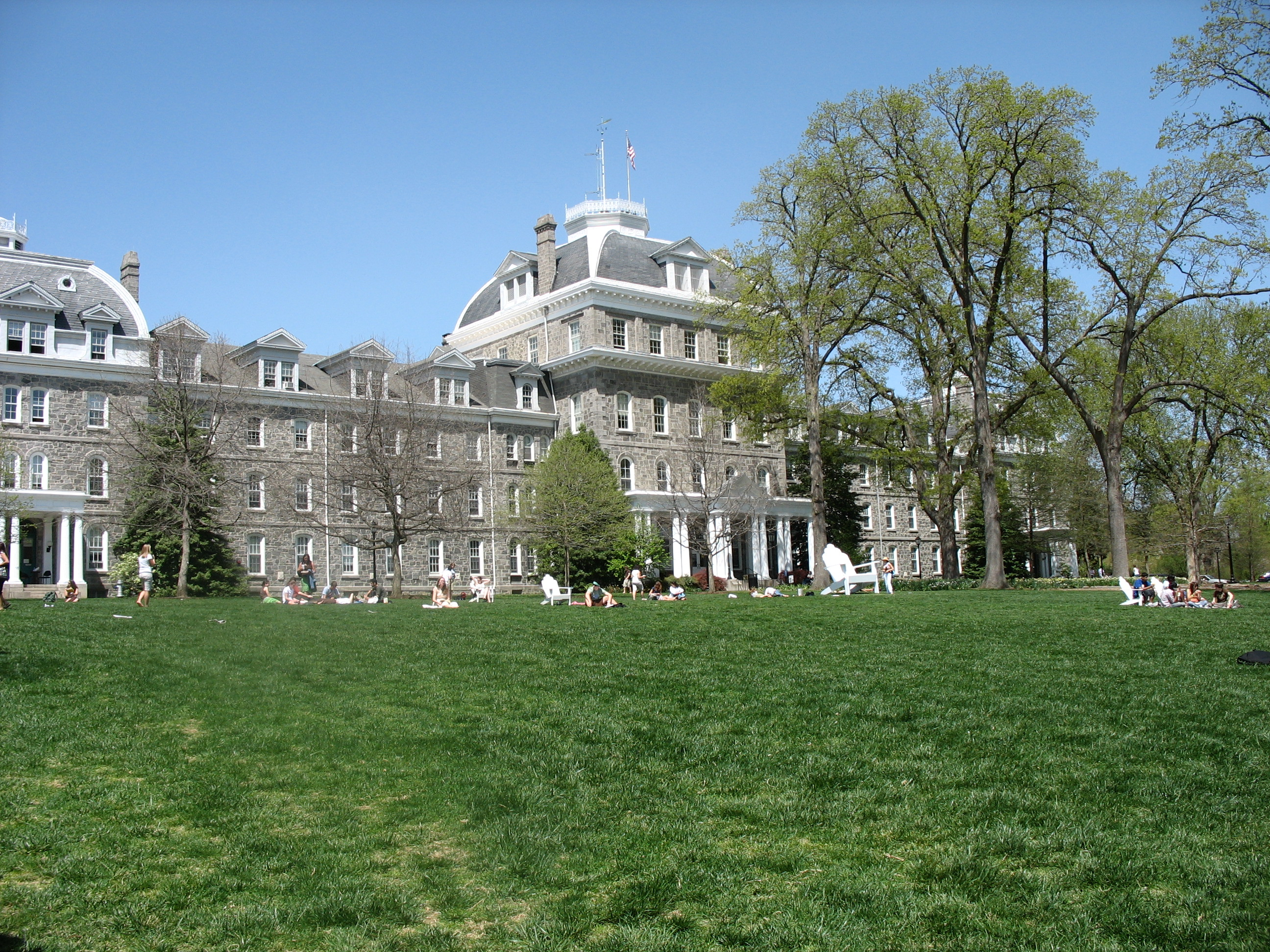
スワースモア大学パリッシュホール、